# Медвежье (Калязинский район)
Медве́жье — деревня в Калязинском районе Тверской области России. Входит в Алфёровское сельское поселение. 

## География
Расположена в юго-восточной части области в 14 км к югу от города Калязин, на правом берегу реки Нерль, в 6 км восточнее станции Скнятино на железнодорожной ветке Калязин — Кимры.

## История
Возникновение деревни связано с переселением одноимённой деревни Медвежье из зоны затопления при строительстве Угличской ГЭС. 

## Население
| 2010 |
| ---- |
| 1    |

По состоянию на 15.11.2008 коренное население деревни - 1 человек. Основными жителями деревни, являются дачники, приезжающие преимущественно летом (100-150 человек).